# Marthe Kråkstad Johansen
Marthe Kråkstad Johansen (5 gennaio 1999) è una biatleta norvegese.

## Biografia
Attiva dalla stagione 2016-2017, la Johansen ha vinto la medaglia di bronzo nella staffetta ai Mondiali juniores di Lenzerheide 2020; in Coppa del Mondo ha esordito il 18 marzo 2023 a Oslo Holmenkollen in sprint (18ª) e ha ottenuto la prima vittoria, nonché primo podio, il 29 novembre dello stesso anno a Östersund in staffetta. Non ha preso parte a rassegne olimpiche o iridate.

## Palmarès

### Mondiali juniores
- 1 medaglia:
  - 1 bronzo (staffetta a Lenzerheide 2020)

### Coppa del Mondo
- Miglior piazzamento in classifica generale: 34ª nel 2024
- 1 podio (a squadre):
  - 1 vittoria

#### Coppa del Mondo - vittorie
| Data             | Località  | Nazione | Specialità                                                                       |
| ---------------- | --------- | ------- | -------------------------------------------------------------------------------- |
| 29 novembre 2023 | Östersund | Svezia  | RL (con Juni Arnekleiv, Karoline Offigstad Knotten e Ingrid Landmark Tandrevold) |

Legenda:

RL = staffetta